# Florina Chintoan
Florina Maria Chintoan (născută Bîrsan, 6 decembrie 1985, în Cluj-Napoca) este o jucătoare de handbal profesionistă din România, componentă a echipei naționale. În prezent, ea evoluează la clubul Gloria 2018 Bistrița-Năsăud, pe postul de pivot.

## Biografie
Florina Bîrsan a început să joace handbal la vârsta de 12 ani, urmând exemplul a două mătuși care practicau acest sport, iar prima ei antrenoare de handbal a fost Cristina Iurian:
„Aveam 12 ani când am început să merg la antrenamentele de handbal. Am avut două mătuși în familia mea care au practicat acest sport, au evoluat pe postul de portar, și mi-au insuflat plăcerea aceasta de a juca handbal.”
În 2003. la vârsta de 17 ani, a debutat la echipa de senioare „U” Cluj. A fost prima dată convocată la lotul național de către antrenorii Cornel Oțelea și Aurelian Roșca, în 2004. În ediția 2003-04 a Cupei Challenge, a ajuns cu formația clujeană în optimile de finală, fiind eliminate de catre echipa germană FC Nürnberg, care va câștiga trofeul după o finală cu o altă echipă românescă Universitatea Remin Deva. Sezonul 2006-2007 va aduce cea mai mare performanță de până atunci a echipei universitare, antrenată de Gheorghe Covaciu, finala Cupei Challenge, pierdută cu sârboaicele de la Naisa Niš. În sezonul 2007-2008, Chintoan și coechipierele sale au ajuns în sferturile de finală ale Cupei Cupelor, unde au fost eliminate de croatele de la HC Podravka Vegeta. Împreună cu naționala a participat la Campionatul Mondial ediția 2007 din Franța, unde România a pierdut finala mică în fața Germaniei cu scorul de 35-36. La Jocurile Olimpice din 2008, desfășurate la Beijing, China, a făcut parte din selecționata României, care a terminat turneul pe locul șapte. De asemenea, a participat la ediția 2008 a Campionatul European, desfășurat în Macedonia, unde România a ocupat locul al cincilea.
Sezoanele 2009-2010 și 2010-2011, a cucerit cu „U” Jolidon Cluj titlul de vicecampioană. În 2009, ea a fost inclusă ca rezervă de antrenorul Radu Voina în echipa care a câștigat Cupa Mondială, competiție amicală organizată de Danemarca la Aarhus, între 22 și 27 septembrie. Împreună cu naționala a participat la Campionatului Mondial ediția 2009 din China, România terminând competiția pe locul opt. Convocarea la națională s-a repetat și la ediția din 2010 a Cupei Mondiale, de data aceasta fiind inclusă în lotul principal. Tot în 2010, Florina Chintoan a făcut parte din echipa națională care a disputat competiția amicală Trofeul Carpați, organizată de România. Desfășurat în Sala Sporturilor din Turnu Severin, între 29 și 31 octombrie, la „Trofeu” au mai luat parte echipele Poloniei, Ucrainei și Belarusului, iar România a terminat competiția neînvinsă și și-a adjudecat trofeul. Paula Ungureanu a fost desemnată cel mai bun portar al turneului, titlul de golgheter a fost adjudecat de Anastasia Pidpalova, iar Chintoan a fost declarată MVP-ul turneului. Datorită evoluției ei bune, Radu Voina a inclus-o și în echipa care a participat la EURO 2010, unde România s-a clasat pe locul 3, adjudecându-și medaliile de bronz, după ce a învins reprezentativa Danemarcei cu scorul de 16-15 (9-7), în finala mică a competiției. Pe lângă Chintoan, în selecționata Romaniei au fost alte două handbaliste clujene, Magdalena Paraschiv și Mihaela Tivadar. În 2011 a făcut parte din selecționata României la Campionatului Mondial Brazilia 2011, unde România va ocupa locul al unsprezecelea. A treia medalie de argint obținută în ediția 2011-2012 a Ligii Naționale le-a rezervat clujencelor o a treia participare la un turneu de calificare și șansa de a se califica în grupele Ligii Campionilor 2012-2013, după ce în precedentele două sezoane, clujencele nu au reușit să se califice. La turneul organizat la Cluj-Napoca, echipa universitară, la care Chintoan contribuie cu 10 goluri, se califică în grupele Ligii Campionilor, unde, în premieră, România avea două formații.
Bronzul câștigat în ediția 2012-2013 a Ligii Naționale este urmat de Supercupa României 2013, pierdută în fața lui HCM Baia Mare. și un sfert de finală în Cupa EHF 2014. La Euro 2014 din Ungaria si Croația, a făcut parte din naționala României, revenind la un turneu final după o pauză de 3 ani. În martie 2015 este inclusă în reprezentativa Romaniei, la ediția 47 a Trofeului Carpați, găzduită de Cluj-Napoca. După ce nu a fost selecționata pentru Campionatul Mondial din 2015, Chintoan a reintrat în circuitul echipei naționale fiind prezentă în lot la turneul de calificare la Jocurile Olimpice, fiind declarată MVP-ul meciului cu Uruguay care consfințea calificarea la Olimpiadă. Pentru a doua oară în carieră, a participat cu naționala la Jocurile Olimpice. România a ratat calificarea în sferturile de finală, la capătul unui meci dramatic cu Norvegia, după un început de turneu cu două înfrângeri consecutive și în final a ocupat locul nouă. Tot, în 2016 a fost convocată la națională pentru turneul amical Trofeul Carpați, la care pe lângă România împărțită în două loturi, România A și România B, au mai luat parte echipele Olandei și Ungariei. A urmat, în decembrie, EURO 2016 din Suedia, unde împreună cu selecționata României ocupă locul cinci. În sezonul 2018-2019, Florina a luat o pauză, devenind mamă. În 2021, după 18 ani petrecuți la „U” Cluj s-a transferat la Gloria 2018 Bistrița-Năsăud.
Florina Chintoan a mai jucat extremă stânga sau extremă dreapta:
„Am fost și extremă dreapta și stânga, după ce am mai crescut, că am fost mică de înălțime, au încercat să mă bage și în linia de nouă metri, dar nu știu cum am ajuns pivot. Îmi place acest post, îmi place ceea ce fac, dar pur și simplu nu știu de ce joc pivot.”
Născută la Cluj, de Moș Nicolae, pe 6 decembrie, este alintată Roza, iar „U” Cluj este singurul club la care a evoluat handbalista:
„...am avut două mătuși care au jucat handbal, iar pe una dintre ele o chema Rozalia Semerian și de atunci mi s-a spus ’Roza’ la handbal. Antrenorii de la junioare mi-au spus prima dată așa, i-am avut pe doamna Cristina Iurian, pe domnul profesor Misăilă, pe domnul Pârvu și de atunci mi-a rămas așa numele. La handbal sunt ’Roza’, acasă sunt Florina.”
Întrebată despre ce va face după încheierea carierei de jucătoare Chintoan a declarat:
„Nu am răspunsul la această întrebare. Ceea ce știu e că, indiferent de ce-mi rezervă viitorul, voi încerca ceva. A lucra nu este o rușine, indiferent ce. Îmi doresc să continui în sport, dar vom vedea. Prefer să le iau etapă cu etapă, iar ca și meserie nu știu. Eu am terminat în protecția mediului, nu știu dacă voi profesa în acest domeniu, dar niciodată să nu spui niciodată.”
Florina este căsătorită, din 2009, cu luptătorul Rareș Chintoan.

## Palmares
- Liga Campionilor:
  - Grupe: 2013
  - Calificări: 2011, 2012

- Cupa Cupelor:
  - Sfertfinalistă: 2008
  - Optimi: 2012
  - Turul 3: 2015

- Cupa EHF:
  - Sfertfinalistă: 2014
  - Turul 3: 2011

- Cupa Challenge:
  -  Finalistă: 2007
  - Sfertfinalistă: 2003
  - Optimi: 2004

- Liga Națională: 
  -  Medalie de argint: 2010, 2011, 2012
  -  Medalie de bronz: 2007, 2013

- Cupa României:
  - Semifinalistă: 2007

- Supercupa României:
  -  Finalistă: 2013

## Statistică goluri și pase de gol
Conform Federației Române de Handbal, Federației Europene de Handbal și Federației Internaționale de Handbal:
| Sezon                          | Echipă | Goluri |
| ------------------------------ | ------ | ------ |
|                                |        |        |
| 2012-13                        |        |        |
| „U” Jolidon Cluj               | 107    |        |
|                                |        |        |
| 2013-14                        |        |        |
| „U” Jolidon Cluj               | 149    |        |
|                                |        |        |
| 2014-15                        |        |        |
| „U” Alexandrion Cluj           | 204    |        |
|                                |        |        |
| 2015-16                        |        |        |
| „U” Alexandrion Cluj           | 116    |        |
|                                |        |        |
| 2016-17                        |        |        |
| „U” Cluj                       | 109    |        |
|                                |        |        |
| 2017-18                        |        |        |
| „U” Cluj                       | 98     |        |
|                                |        |        |
| 2019-20                        |        |        |
| „U” Cluj                       | 70     |        |
|                                |        |        |
| 2020-21                        |        |        |
| „U” Cluj                       | 100    |        |
|                                |        |        |
| 2021-22                        |        |        |
| CS Gloria 2018 Bistrița-Năsăud | 75     |        |

| Sezon                          | Echipă | Goluri |
| ------------------------------ | ------ | ------ |
|                                |        |        |
| 2010-11                        |        |        |
| „U” Jolidon Cluj               | 8      |        |
|                                |        |        |
| 2012-13                        |        |        |
| „U” Jolidon Cluj               |        |        |
|                                |        |        |
| 2013-14                        |        |        |
| „U” Jolidon Cluj               |        |        |
|                                |        |        |
| 2014-15                        |        |        |
| „U” Alexandrion Cluj           | 10     |        |
|                                |        |        |
| 2015-16                        |        |        |
| „U” Alexandrion Cluj           | 6      |        |
|                                |        |        |
| 2016-17                        |        |        |
| „U” Cluj                       | -      |        |
|                                |        |        |
| 2017-18                        |        |        |
| „U” Cluj                       | 6      |        |
|                                |        |        |
| 2019-20                        |        |        |
| „U” Cluj                       | 14     |        |
|                                |        |        |
| 2020-21                        |        |        |
| CS Gloria 2018 Bistrița-Năsăud | -      |        |
|                                |        |        |
| 2021-22                        |        |        |
| CS Gloria 2018 Bistrița-Năsăud | 9      |        |

| Sezon            | Echipă | Goluri |
| ---------------- | ------ | ------ |
|                  |        |        |
| 2012-13          |        |        |
| „U” Jolidon Cluj | 6      |        |

| Ediția                     | Echipă | Goluri | Pase de gol |
| -------------------------- | ------ | ------ | ----------- |
|                            |        |        |             |
| Macedonia 2008             |        |        |             |
| România                    | 4      | 3      |             |
|                            |        |        |             |
| Danemarca și Norvegia 2010 |        |        |             |
| România                    | 5      | 2      |             |
|                            |        |        |             |
| Ungaria și Croația 2014    |        |        |             |
| România                    | 8      | 3      |             |
|                            |        |        |             |
| Suedia 2016                |        |        |             |
| România                    | 1      | 1      |             |

| Ediția        | Echipă | Goluri | Pase de gol |
| ------------- | ------ | ------ | ----------- |
|               |        |        |             |
| Franța 2007   |        |        |             |
| România       | -      | -      |             |
|               |        |        |             |
| China 2009    |        |        |             |
| România       | -✳     | -✳     |             |
|               |        |        |             |
| Brazilia 2011 |        |        |             |
| România       | 12     | 2      |             |

| Ediția              | Echipă | Goluri | Pase de gol |
| ------------------- | ------ | ------ | ----------- |
|                     |        |        |             |
| Beijing 2008        |        |        |             |
| România             | 2      | 1      |             |
|                     |        |        |             |
| Rio de Janeiro 2016 |        |        |             |
| România             | 6      | 1      |             |

| Sezon                | Echipă | Goluri |
| -------------------- | ------ | ------ |
|                      |        |        |
| 2010-11 (Calificări) |        |        |
| „U” Jolidon Cluj     | 12     |        |
|                      |        |        |
| 2011-12 (Calificări) |        |        |
| „U” Jolidon Cluj     | 8      |        |
|                      |        |        |
| 2012-13              |        |        |
| „U” Jolidon Cluj     | 30     |        |

| Sezon                | Echipă | Goluri |
| -------------------- | ------ | ------ |
|                      |        |        |
| 2007-08              |        |        |
| „U” Jolidon Cluj     | 21     |        |
|                      |        |        |
| 2011-12              |        |        |
| „U” Jolidon Cluj     | 16     |        |
|                      |        |        |
| 2014-15              |        |        |
| „U” Alexandrion Cluj | 9      |        |

| Sezon            | Echipă | Goluri |
| ---------------- | ------ | ------ |
|                  |        |        |
| 2010-11          |        |        |
| „U” Jolidon Cluj | 10     |        |
|                  |        |        |
| 2013-14          |        |        |
| „U” Jolidon Cluj | 15     |        |

| Sezon            | Echipă | Goluri |
| ---------------- | ------ | ------ |
|                  |        |        |
| 2003-04          |        |        |
| „U” Jolidon Cluj | 1      |        |
|                  |        |        |
| 2006-07          |        |        |
| „U” Jolidon Cluj | 53     |        |

✳ Rezervă neutlizată.